# Bede K. Lackner
Bede Karl Lackner OCist (* am 19. Dezember 1927 in Vaskút, Ungarn als Károly János Lackner; † 10. November 2020 in Dallas, Vereinigte Staaten) war ein ungarisch-US-amerikanischer Zisterziensermönch und Kirchenhistoriker.

## Leben
Lackner war der Sohn der deutsch-ungarische Familie von Stefan Lackner und Elisabeth Rutscher. Am 29. August 1947 trat er in das Noviziat im Kloster Zirc ein, nachdem er acht Jahre lang eine von Zisterziensern geführte Schule in der Nähe von Baja besucht hatte und so den Zweiten Weltkrieg überlebte. In Zirc studierte er Philosophie und Theologie.
1950 floh er wegen kommunistischer Verfolgung deutschstämmiger Einwohner aus Ungarn, zusammen mit seiner Familie, nach Schweinfurt in Bayern. Einen Monat später ging er nach Rom. Dort studierte er etwas mehr als zwei Jahre Theologie, bis er im Januar 1953 zu seinen Mönchsbrüdern in die USA berufen wurde. Während seiner Zeit in Rom empfing er in der österreichischen Abtei Mehrerau die Priesterweihe.
1953 schloss er sich seinen ungarischen Mitbrüdern zunächst im Kloster Spring Bank in Wisconsin an; seine Mitbrüder wechselten kurz darauf in die Zisterzienserabtei Dallas. Lackner beendete 1959 an der Marquette University sein Geschichtsstudium und folgte nach Dallas. 1961 begann Lackner ein Doktoratsstudium in Geschichte an der Fordham University in New York. 1968 wurde er Dozent für Kirchengeschichte an der University of Dallas und am Holy Trinity Seminary. 1972 wurde er Professor an der  University of Texas in Arlington; 2001 wurde er emeritiert, lehrte aber weiter als Emeritus bis 2010.
Lackner schrieb mehrere Bücher und zahlreiche wissenschaftliche Aufsätze.

## Schriften (Auswahl)
- The eleventh-century background of Cîteaux. Washington 1972, ISBN 0-87907-808-1.
- als Herausgeber mit Kenneth Roy Philp: Essays in modern European revolutionary history. Austin 1977, ISBN 0-292-72021-1.
- als Herausgeber mit David Herlihy, Fredric L. Cheyette, Richard E. Sullivan und Bernard McGinn: Essays on medieval civilization. Austin 1978, ISBN 0-292-72023-8.
- als Herausgeber mit David L. Gross, Charles E. McClelland, David B. King, Gordon A. Craig, Gary D. Stark, Vernon L. Lidtke und Leonard Krieger: Essays on culture and society in modern Germany. College Station 1982, ISBN 0-89096-137-9.